# الزهرا، عربستان سعودی
الزهرا یک منطقهٔ مسکونی در عربستان سعودی است که در استان مکه واقع شده‌است.